# Villanueva de los Infantes (province de Valladolid)
Pour les articles homonymes, voir Villanueva de los Infantes.
Villanueva de los Infantes est une commune de la province de Valladolid dans la communauté autonome de Castille-et-León en Espagne.

## Sites et patrimoine
L'édifice notable de la commune est l'église paroissiale Santa María la Mayor :

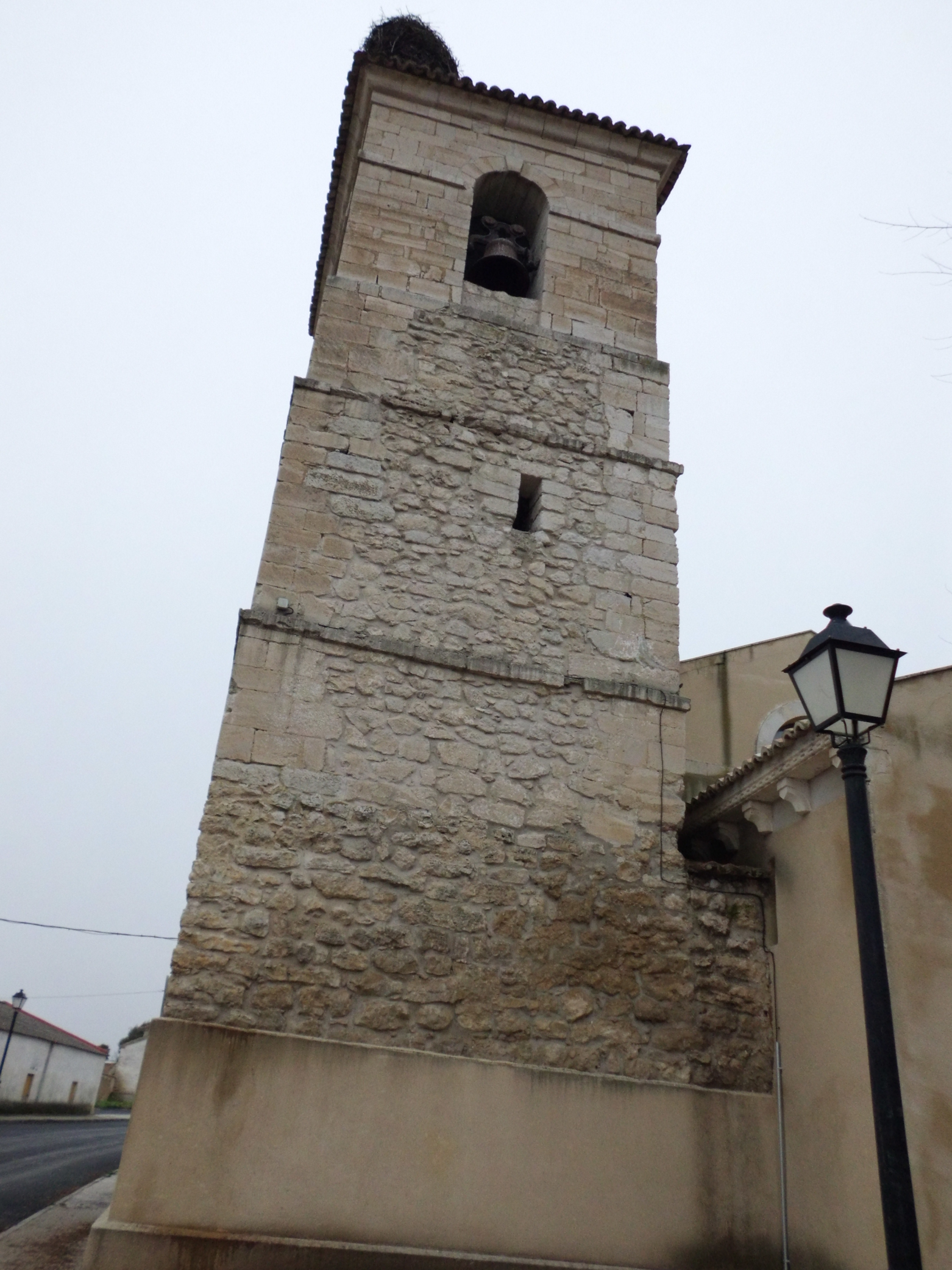
Église Santa María la Mayor.
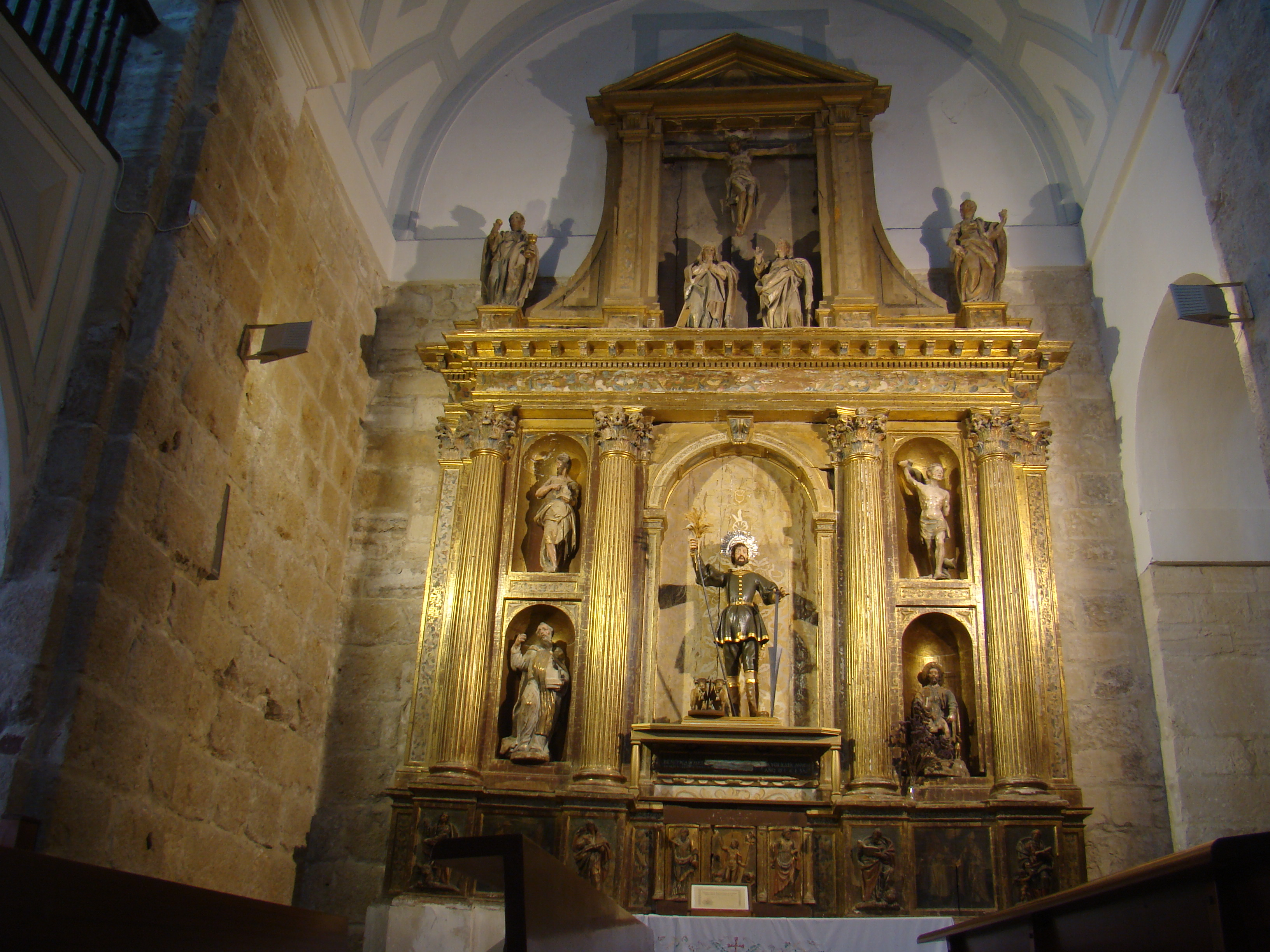
Église Santa María la Mayor.
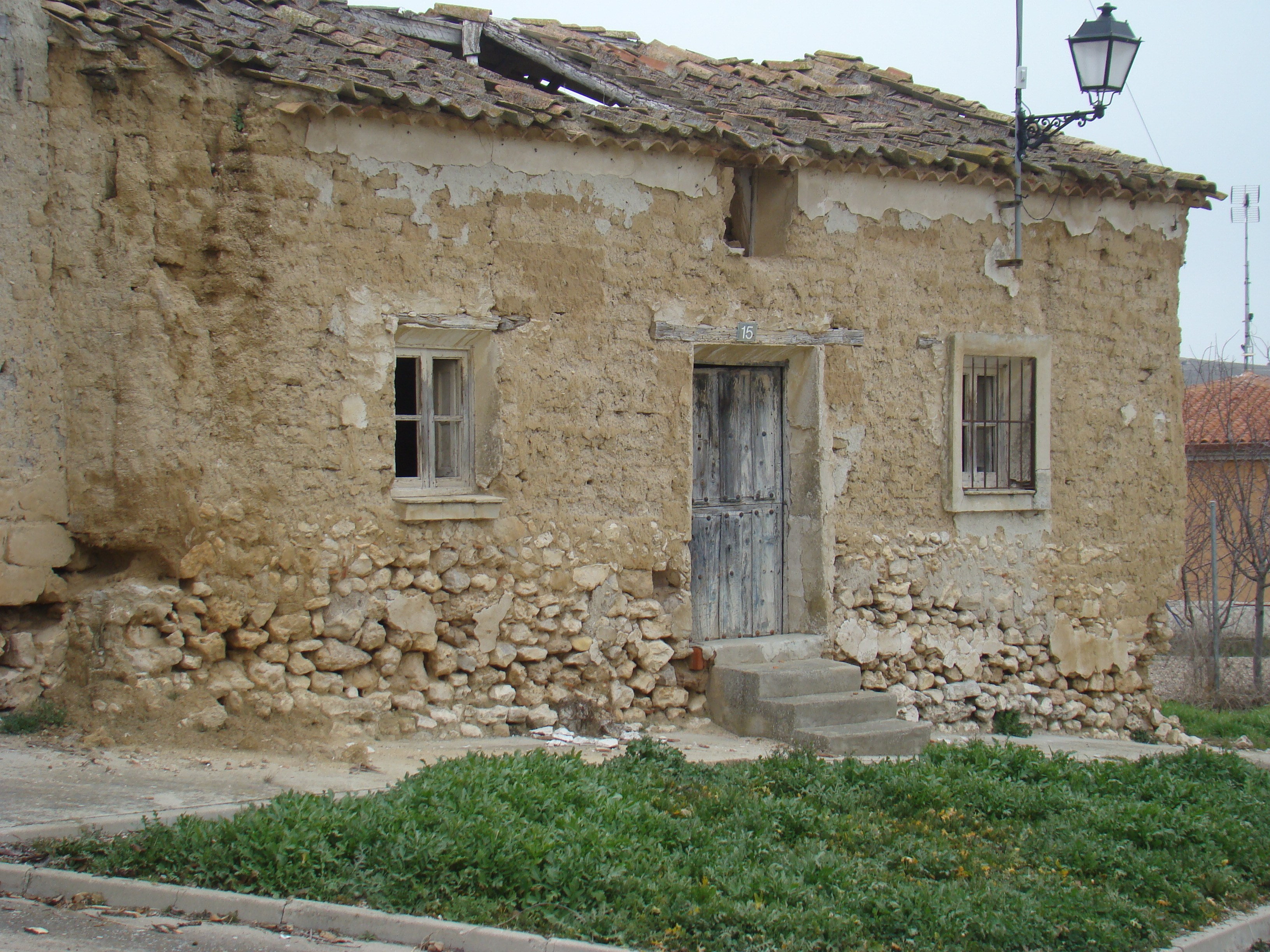
Maison du village.